# Negnar
Negnar is een plaats in de gemeente Buzet in de Kroatische provincie Istrië. De plaats telt 24 inwoners (2001).